# Largu (gmina)
Largu – gmina w Rumunii, w okręgu Buzău. Obejmuje miejscowości Largu i Scărlătești. W 2011 roku liczyła 1526 mieszkańców.